# Colle San Magno
Colle San Magno es una localidad y comune italiana de la provincia de Frosinone, región de Lacio, con 793 habitantes.

## Evolución demográfica
| Gráfica de evolución demográfica de Colle San Magno entre 1861 y 2001 |
|                                                                       |
| Fuente ISTAT - elaboración gráfica de Wikipedia                       |